# Schrijfbescherming

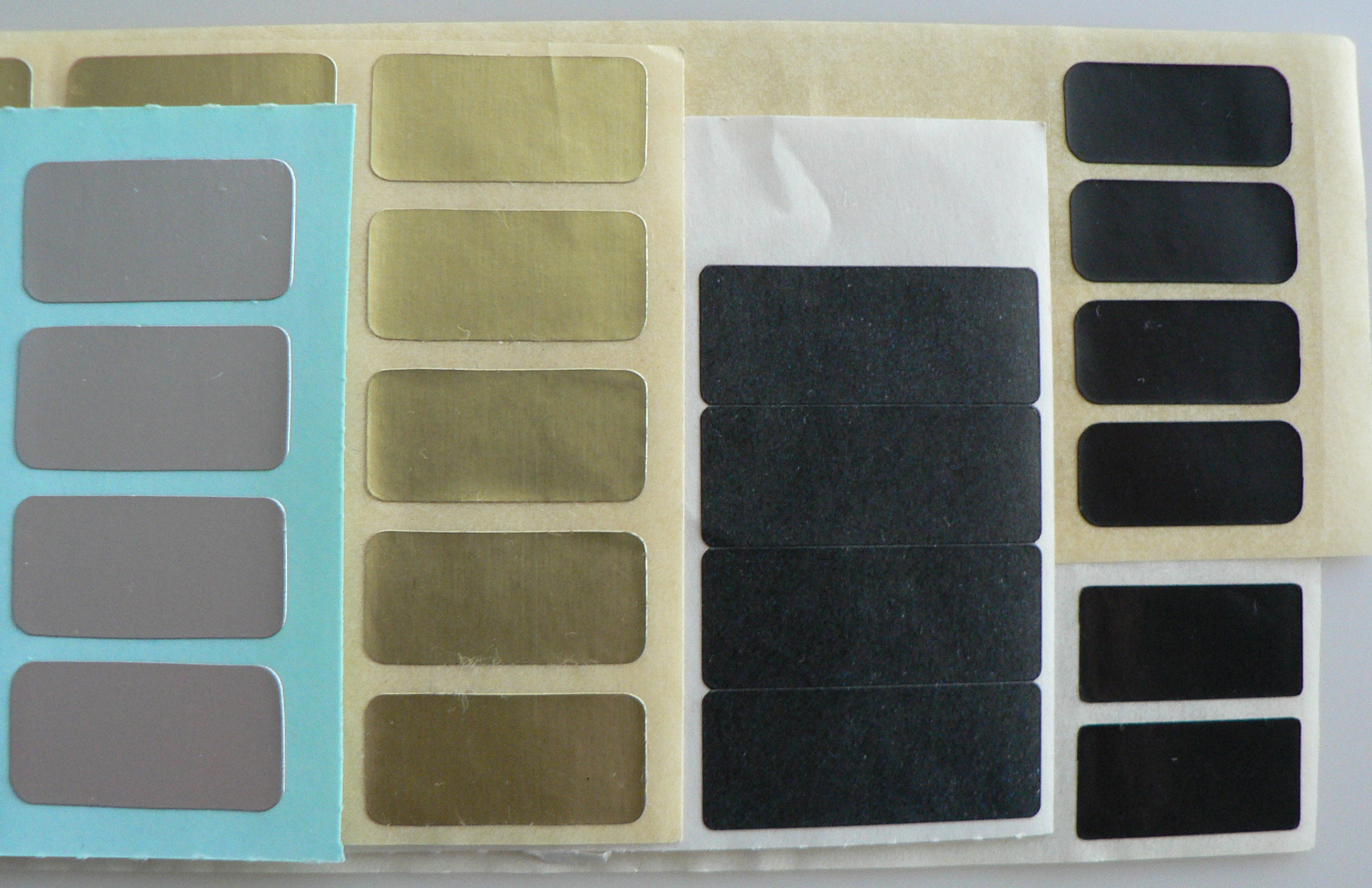
Schrijfbeschermingsstickers voor 5¼ inch-floppy-disk

Schrijfbescherming is het mechanisme dat het onmogelijk maakt om gegevens van een fysieke gegevensdrager te wijzigen of te wissen.

## USB-schrijfbeveiliging
Er bestaan verscheidene softwareprogramma's om de USB-toegang op de computer te beveiligen. De bedoeling is om te voorkomen dat men ongewild informatie schrijft of bewerkt naar een USB-apparaat.

## Voorbeelden

### Lipje
- muziekcassette
- videocassette

### Sticker
- 5¼ inch-floppy-disk

### Schuifschakelaar
- 3½ inch-floppy-disk
- USB-stick (optioneel)